# Breite Straße 7, 7a (Beuster)

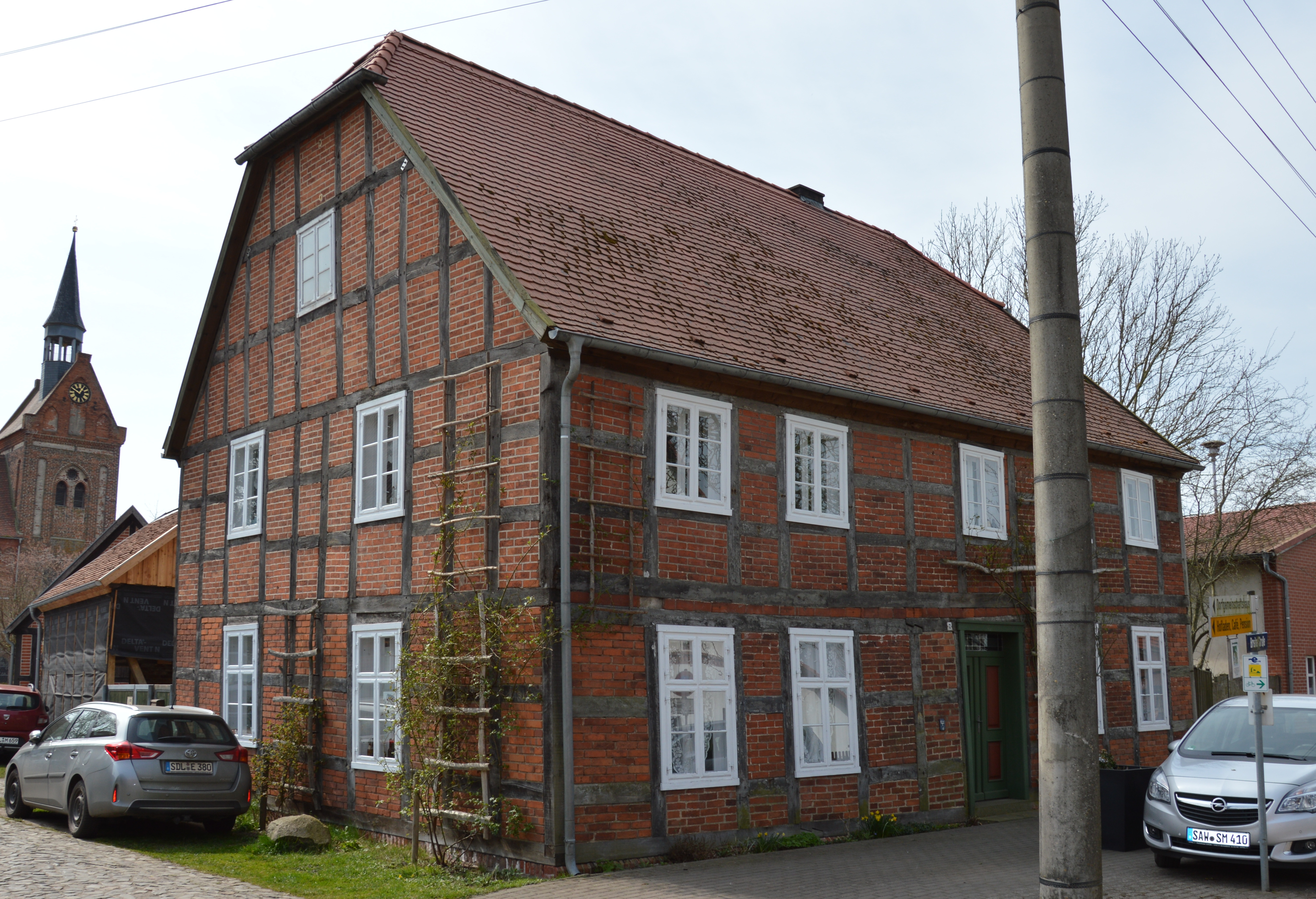
Breite Straße 7, Nordseite

Die Breite Straße 7, 7a ist ein denkmalgeschützter Bauernhof in Beuster in Sachsen-Anhalt.
Er befindet sich im Ortszentrum Beusters auf der Südseite der Breiten Straße an der Einmündung der Kirchstraße. Etwas weiter südlich befindet sich die Sankt-Nikolaus-Kirche.

## Geschichte und Architektur
Der Bau des wohl proportionierten Wohnhauses ist auf das Jahr 1833 datiert. Es entstand im Spätbarock als Fachwerkhaus. Die Gefache sind ausgemauert. Bedeckt ist das Gebäude mit einem Krüppelwalmdach.
Im örtlichen Denkmalverzeichnis ist der Bauernhof unter der Erfassungsnummer 094 36490 als Baudenkmal eingetragen.